# Jezioro Białe (województwo wielkopolskie)
Jezioro Białe – jezioro w Polsce, w województwie wielkopolskim, w powiecie gnieźnieńskim, w gminie Witkowo, na Równinie Wrzesińskiej. Przez jezioro przepływa rzeka Mała Noteć, dopływ Noteci, która łączy akwen z jeziorem Niedzięgiel.

## Dane morfometryczne
Zwierciadło wody położone jest na wysokości 103,8 metrów. Powierzchnia zwierciadła wody wynosi 46 ha. Głębokość maksymalna wynosi 10,2 m, średnia - 4,7 m. Objętość lustra wody wynosi 2 157,6 tys. m³.